# Chlorodontopera
Chlorodontopera là một chi bướm đêm thuộc họ Geometridae.

## Các loài
- Chlorodontopera chalybeata (Moore, 1872)